# لاکریموزا (گروه موسیقی)
لاکریموزا (به آلمانی: Lacrimosa) نام گروه موسیقی دو نفره‌ای متشکل از «تیلو وولف» (Tilo Wolff)  آلمانی و «آنه نورمی» (Anne Nurmi) فنلاندیست.
این گروه ابتدا در فنلاند تأسیس شده و در حل حاضر در سویس مستقر است. سبک موسیقی لاکریموزا از موج تاریک به تدریج (از سال ۱۹۹۳) به سیمفونیک متال و گاتیک متال تغییر کرده است. سبک جاری این گروه ترکیبی از گاتیک راک و هوی متال، البته با ترکیب سازی شامل سازهای کلاسیکی چون ویولن و ترومپت است. در طول زمان تغییر سبک آنها منجر به تغییر ترکیب سازی نیز شده‌است. ترانههای لاکریموزا تقریباً به‌طور انحصاری به زبان آلمانی ست. البته از سال ۱۹۹۵ (با آلبوم اینفرنو) هر آلبوم یک یا دو ترانه به زبان انگلیسی را نیز شامل می‌شود. ترانه‌ها توسط آنه نورمی نوشته می‌شوند. فنلاندی نیز در مجموع در ۳ آهنگ به گوش می‌خورد. ترانه‌ها بیشتر حول و حوش مفاهیمی چون تنهایی، غم، تاریکی، یأس و عشق نگاشته شده‌اند.

## خلاصه تاریخچه
- ۱۹۹۰: تیلو وولف نوار کاستی با نام «کلامور» منتشر کرد و نام لاکریموزا را به عنوان نام گروه انتخاب کرد.
- ۱۹۹۱: تیلو وولف انتشارات موسیقی به نام هال آو سرمون را به عنوان یک ناشر مستقل برای انتشار آثار لاکریموزا تأسیس کرد.
- ۱۹۹۳: آنه نورمی به عنوان نوازنده کیبورد به گروه پیوست و مدت کوتاهی پس از آن به عضو دائمی گروه تبدیل شد.

## ترانه‌شناسی
تمامی آلبوم‌ها و دی‌وی‌دی‌ها توسط هال آو سرمون منتشر شده‌اند.

### آلبوم‌ها
- ترس (به آلمانی: Angst) (۱۹۹۱)
- تنهایی (به آلمانی: Einsamkeit) (۱۹۹۲)
- زاتورا (به آلمانی: Satura) (۱۹۹۳)
- اینفرنو (به آلمانی: Inferno) (۱۹۹۵)
- سکون (به آلمانی: Stile)(۱۹۹۷)
- الودیا (به آلمانی: Elodia)(۱۹۹۹)
- نما (به آلمانی: Fassade) (۲۰۰۱)
- ایخوس (به آلمانی: Echos) (۲۰۰۳)
- قدیسه (به آلمانی: Lichtgestalt) (۲۰۰۵)
- اشتیاق (به آلمانی: Sehnsucht) (۲۰۰۹)

### آلبوم‌های زنده
- ‎Live ‏ ۱۹۹۸
- سال‌های نور (به آلمانی: Lichtjahre) ۲۰۰۹

### تک‌آهنگ‌ها
- همه چیز دروغ (به آلمانی: Alles Lüge) ۱۹۹۳
- شغال (به آلمانی: Schakal)۱۹۹۴
- قلب مغرور (به آلمانی: Stolzes Herz) ۱۹۹۶
- دوتایی تنها (به آلمانی: Alleine zu zeit) ۱۹۹۹
- صبح روز بعد (به آلمانی: Der Morgen danach) ۲۰۰۲
- از میان شب و سیل (به آلمانی: Durch Nacht und Flut) ۲۰۰۲
- درخشانی (به آلمانی: Lichtgestalten) ۲۰۰۵